# Mülheim an der Ruhr
Mülheim an der Ruhr is een kreisfreie Stadt in de Duitse deelstaat Noordrijn-Westfalen, gelegen in het Ruhrgebied. De stad telt 170.921 inwoners (31 december 2020) op een oppervlakte van 91,28 km². Op 31 december 2020 had 17,1% van de inwoners een niet-Duits staatsburgerschap (29.220 niet-Duitsers) en hadden 465 inwoners het Nederlandse staatsburgerschap.

## Geschiedenis
Ten tijde van de Tachtigjarige Oorlog vond hier de Slag bij Mülheim (1605) plaats, tussen de Republiek der Zeven Verenigde Nederlanden onder leiding van Maurits van Nassau, de latere prins van Oranje en Spaanse troepen onder leiding van veldheer Ambrogio Spinola. Het beleg maakte deel uit van Spinola's veldtocht van 1605-1606.

## Stadsdelen

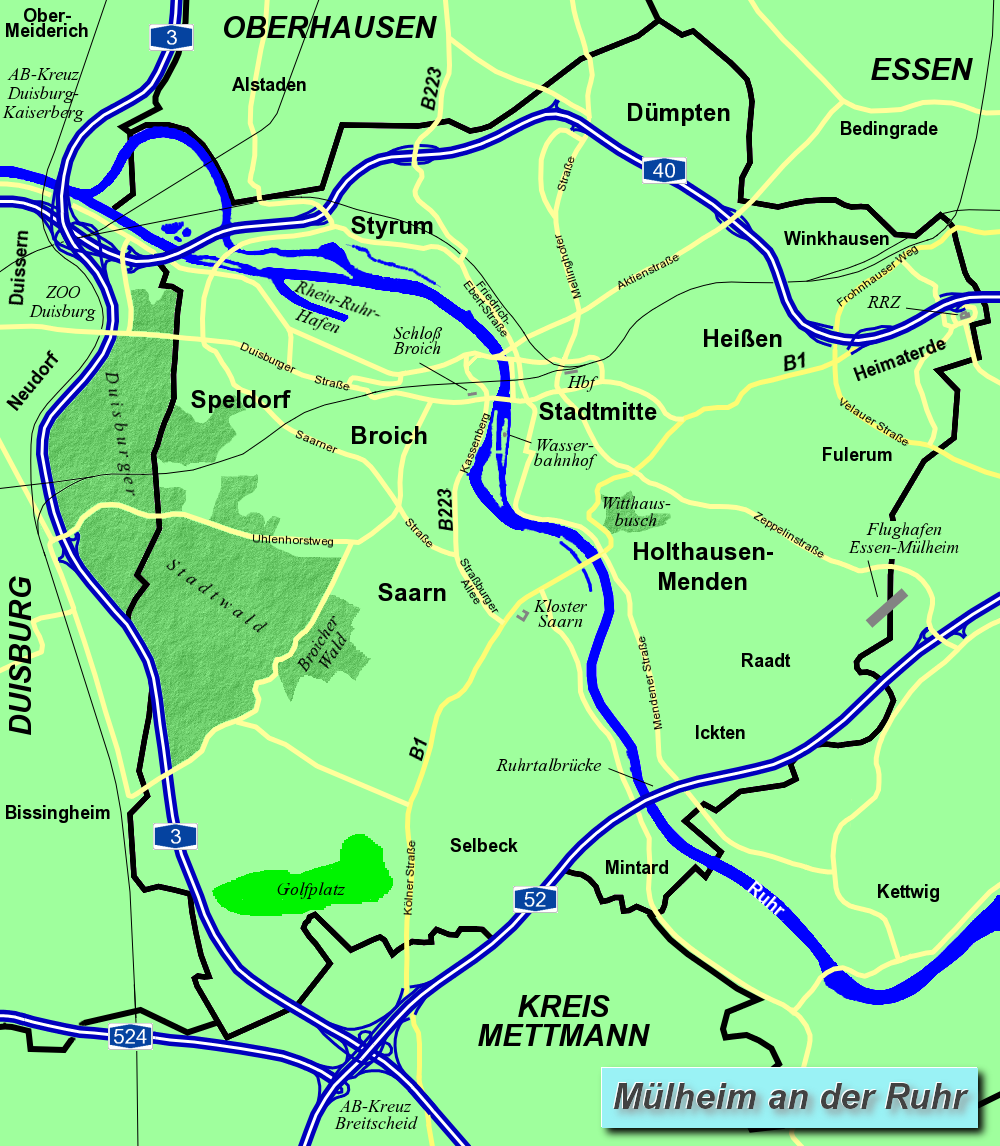
Overzichtskaart

Stadsdelen zijn Altstadt I, Altstadt II, Broich, Dümpten, Heißen, Menden-Holthausen, Mintard, Saarn, Selbeck, Speldorf en Styrum.

## Sport
- 1. FC Mülheim-Styrum (voetbal)
- RSV Mülheim (voetbal, handbal)

## Vervoer

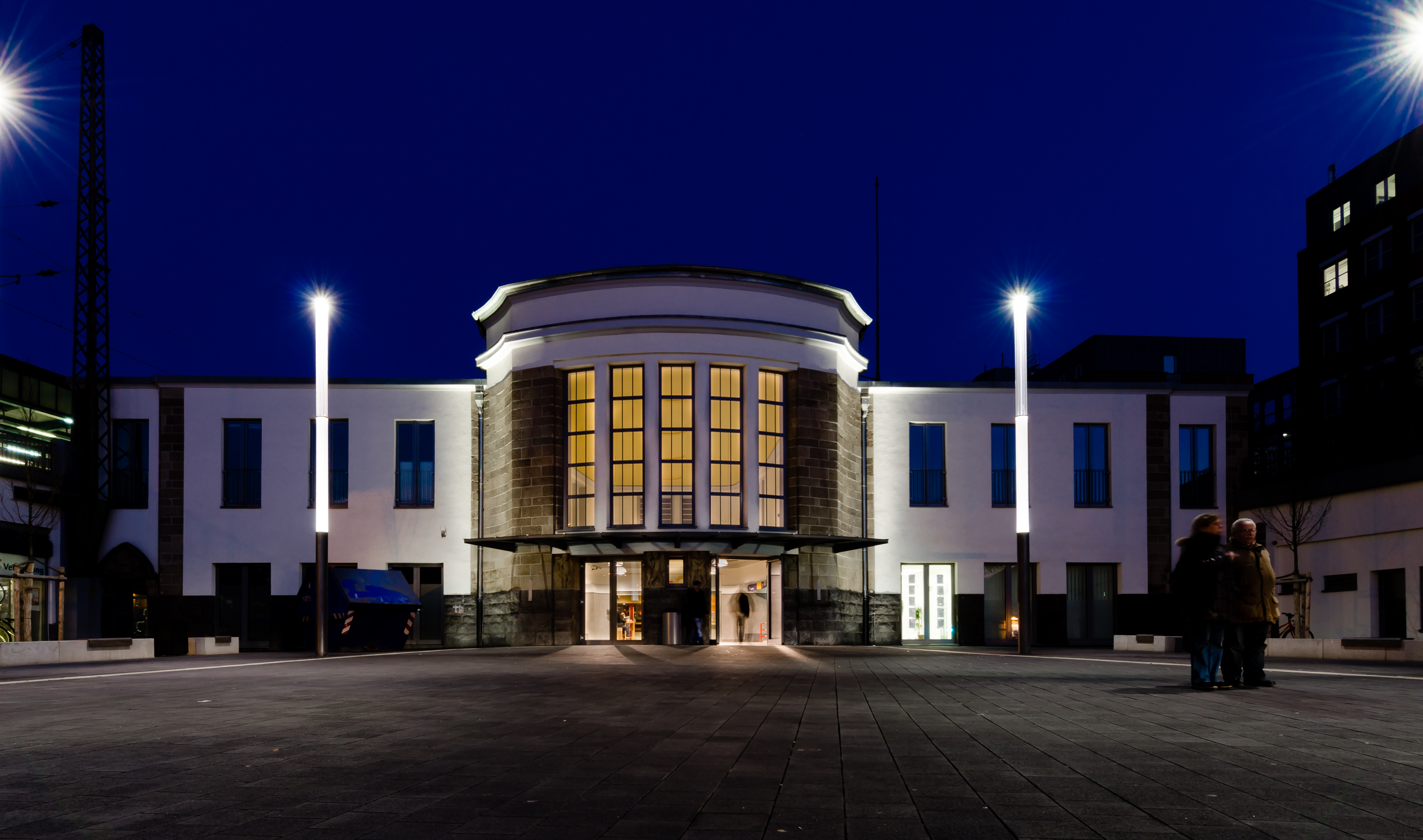
Hauptbahnhof

Binnen de gemeente bevinden zich drie spoorwegstations:
- Mülheim (Ruhr) Hauptbahnhof
- Station Mülheim (Ruhr)-Styrum
- Station Mülheim (Ruhr) West

## Partnerstad
- Kefar Sava (Israël)

## Bekende inwoners van Mülheim an der Ruhr

### Geboren
- Johann Hermann Kufferath (1797-1864) was een componist, dirigent en violist
- Louis Kufferath (1811-1882), Duits-Belgisch componist, muziekpedagoog, dirigent en pianist
- Hubert-Ferdinand Kufferath (1818-1896), Duits-Belgisch componist, muziekpedagoog, dirigent en pianist
- Else Mauhs (1885-1959), Duits-Nederlands actrice
- Fritz Thyssen (1873-1951), zakenman
- Heinrich Thyssen-Bornemisza de Kászon (1875-1947), ondernemer en kunstverzamelaar
- Otto Pankok (1893-1966), kunstenaar, schilder, graficus en beeldhouwer
- Erwin Bowien (1899-1972), schilder, schrijver en dichter
- Ferdinand Hugo aus der Fünten (1909-1989), SS Hauptsturmführer, chef van de Zentralstelle für jüdische Auswanderung in Amsterdam
- Werner Stertzenbach (1909-2003), journalist en verzetsstrijder
- Johannes Bölter (1915-1987), militair
- Hermann Schröer (1920), componist, muziekpedagoog, dirigent, pianist en muziekuitgever
- Wim Thoelke (1927-1995), presentator
- Leila Negra (1930-2025), schlagerzangeres en actrice
- Werner Lotze (1952), lid van de Rote Armee Fraktion (RAF)
- Helge Schneider (1955), entertainer
- Hannelore Kraft (1961), politica
- Stefan Tewes (1967), hockeyer
- Olaf Henning (1968), componist en Schlagerzanger
- Jan-Peter Tewes (1968), hockeyer
- Andreas Becker (1970), hockeyer
- Sven Meinhardt (1971), hockeyer
- Lars Burgsmüller (1975), tennisser
- Tina Bachmann (1978), hockeyster
- Rachid El Hammouchi (1981), voetballer
- Marvin Schulz (1995), voetballer
- Assan Ouédraogo (2006), voetballer

### Overleden
- Wilhelm Karl von Isenburg (1903-1956), genealoog
- Siegfried Reda (1916-1968), componist en organist
- Karl Ziegler (1898-1973), scheikundige
- Johannes Bölter (1915-1987), militair
- Heinz Oskar Vetter (1917-1990), vakbondsleider
- Gabriela Grillo (1952-2024), amazone

## Galerij

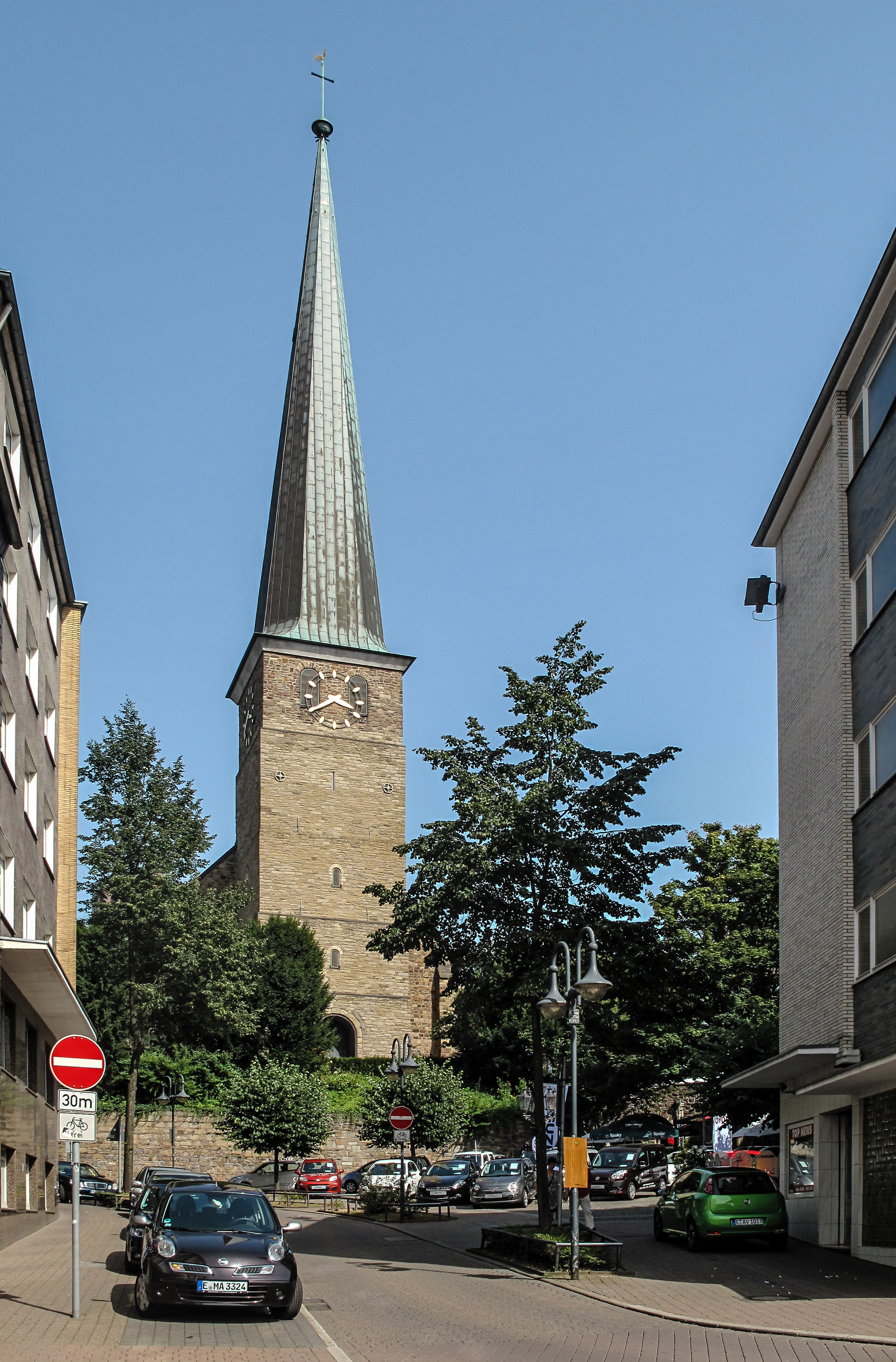
De Sint Petri-kerk
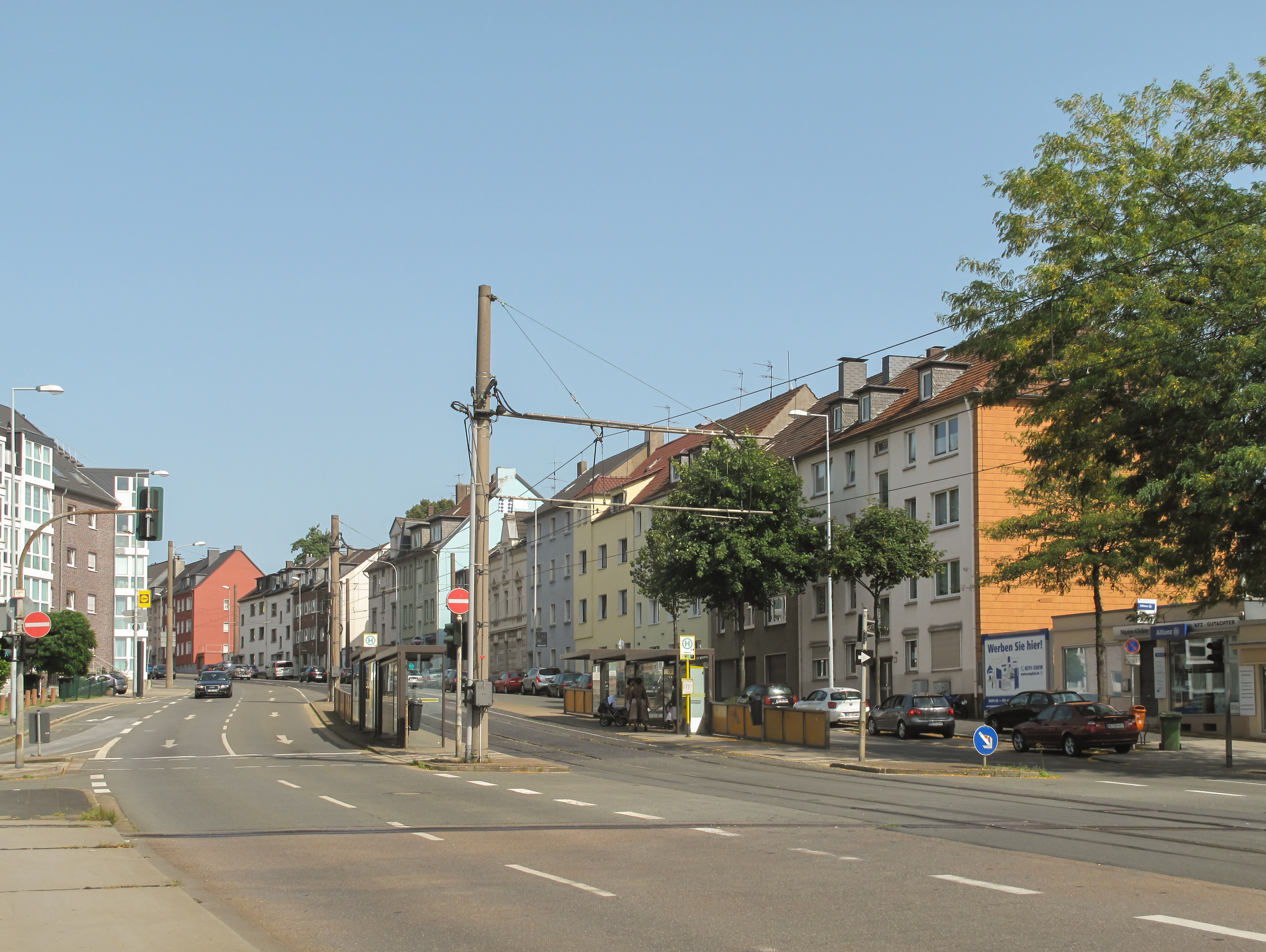
Aktienstraße
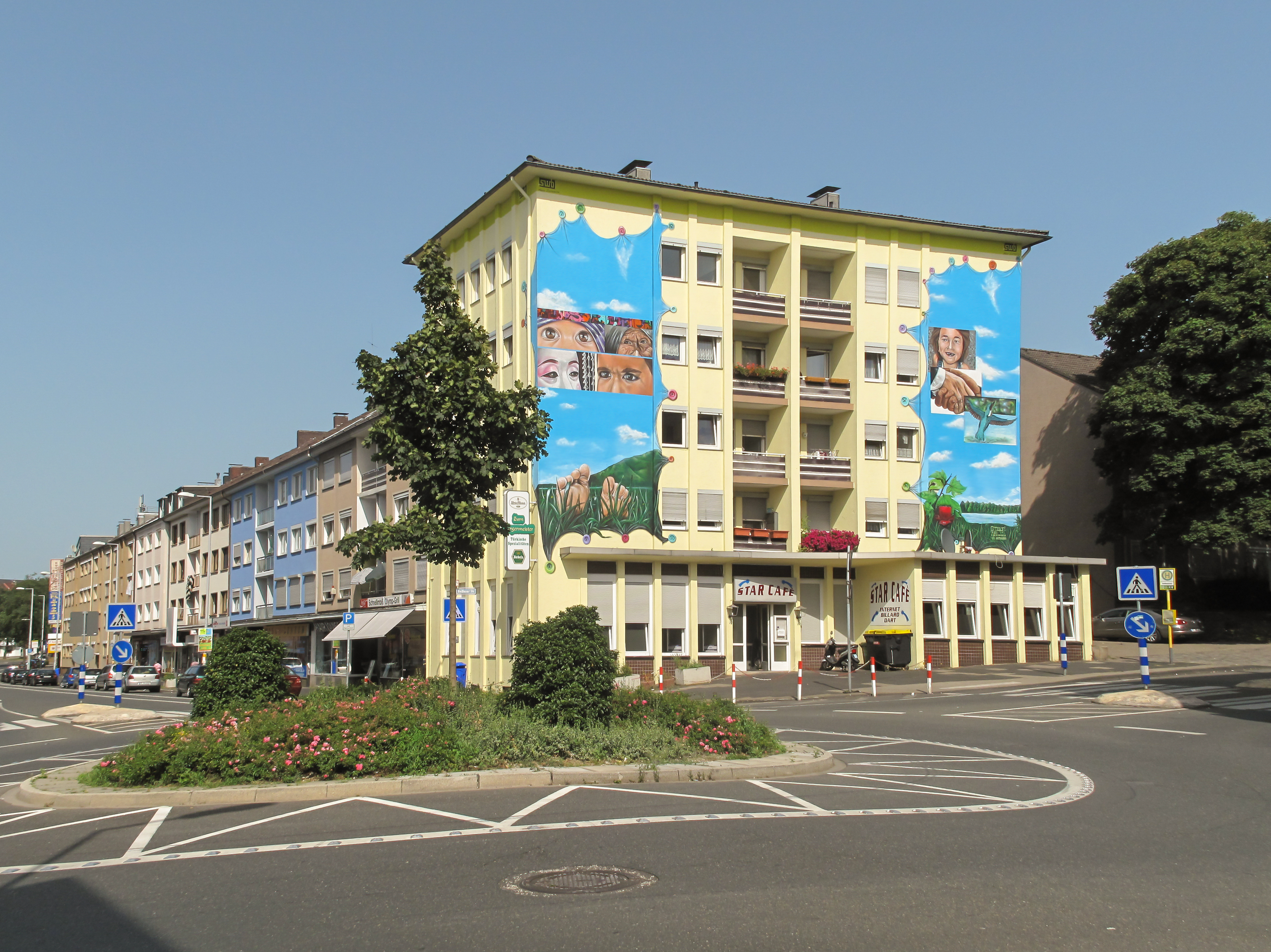
Verkeersplein
Gezicht vanaf de Rathausturm
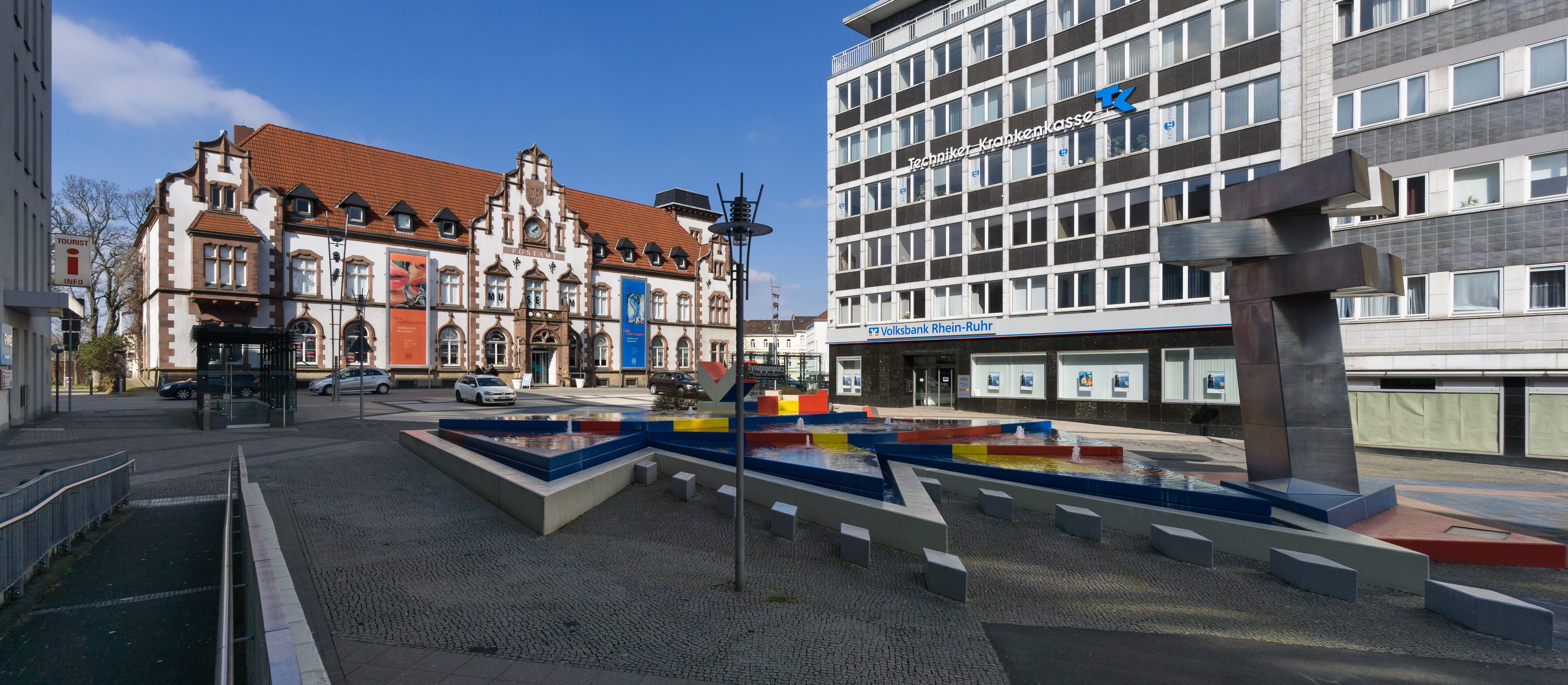
Synagogenplatz
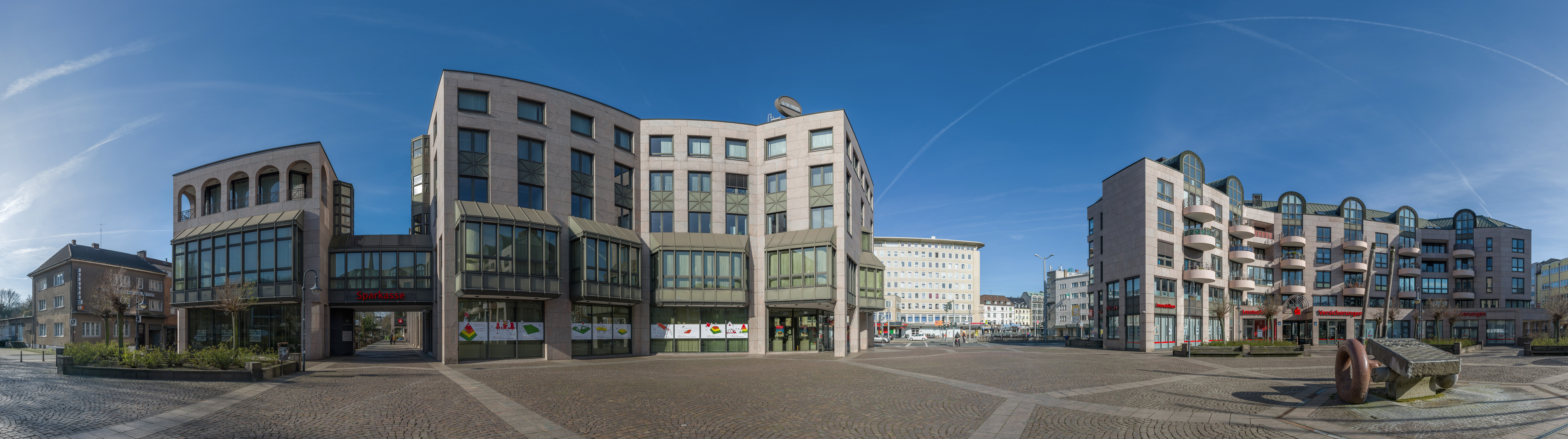
Berliner Platz
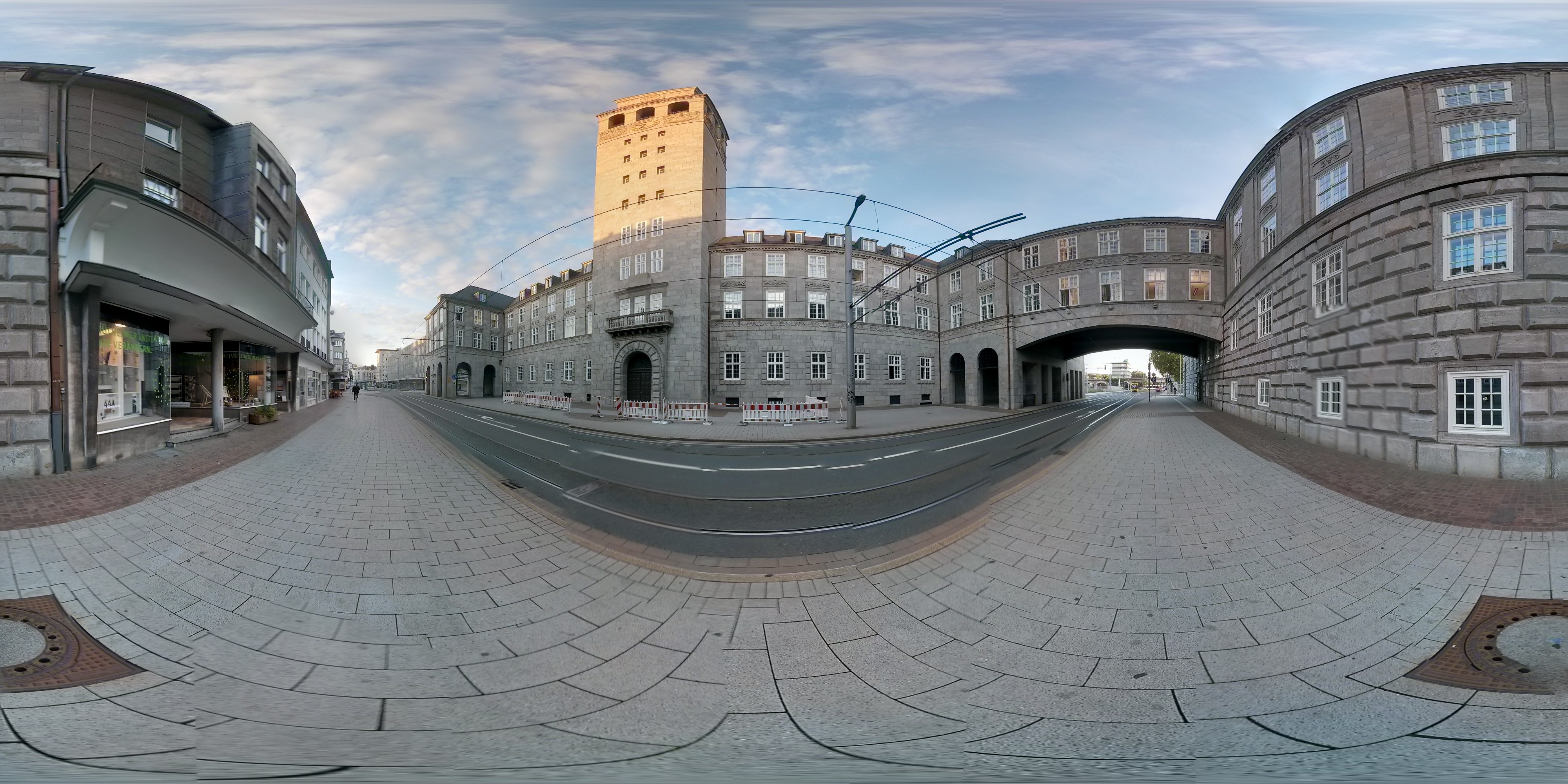
Gemeentehuis
Kurt Schumacher-Platz